# ルーシー・モノストーン
ルーシー・モノストーンは、漫画『多重人格探偵サイコ』（原作：大塚英志、作画：田島昭宇、1997年〜2016年連載、全24巻）に登場するキャラクターである。また、そのキャラクターの「モデルになった実在した人物」という設定の同名の仮構のキャラクターである。
本項では実在人物設定の「ルーシー・モノストーン」について記述している。漫画の同名の登場人物については「多重人格探偵サイコ」を参照されたい。

## 概要
- 原作者大塚英志は、『多重人格探偵サイコ』をヒットさせるためのマーケティング戦略上のマクガフィンとして、ルーシー・モノストーンを「60年代末から70年代初頭にかけて活動したロックミュージシャン・テロリスト・カルト宗教の教祖」という設定の実在した歴史上の人物であるかのように語り、ルーシー・モノストーンのレコードジャケット、評伝のペーパーバック、ルーシー・モノストーンが写っている報道写真、ルーシー・モノストーンの音源を復元したCD、三木・モトユキ・エリクソン名義のルーシー・モノストーンの評伝、ルーシー・カルトの信者によるバンド・デシネを製作した。
- 2005年に、大塚英志の著書『戦後民主主義のリハビリテーション』（角川文庫）のあとがきで、ルーシー・モノストーンが実は仮構の人物である事が明らかにされた。さらに、2012年に、大塚英志の著書『物語消費論改』（アスキー新書）の第一章「物語消費論とルーシー・モノストーン――いかにして物語を現実に越境させうるか」にて、ルーシー・モノストーン神話を製作した関係者の具体名や、具体的にどのようなマーケティング戦略をしたのかが明らかにされた。
- ルーシー・モノストーンというネーミングの元ネタは、「1974年11月24日に、エチオピア北東部ハダール村付近で人類最古の化石人骨が発見され、偶然ビートルズの楽曲「ルーシー・イン・ザ・スカイ・ウィズ・ダイアモンズ」のテープが流れていたことから「ルーシー(Lucy) 」と命名されたという逸話」である[1]。
- また、仮構のミュージシャンのルーシー・モノストーンをまるで実在の人物であるかのように語ったのは、大塚英志の敬愛する文学者の村上春樹が1979年のデビュー作の小説『風の歌を聴け』で、作中に登場する仮構の小説家のデレク・ハートフィールドをまるで実在の人物であるかのように語った事のオマージュである[2]。

## ルーシー・モノストーンのマーケティング戦略

### ルーシー・モノストーンの登場
- 1997年、『多重人格探偵サイコ』は角川書店の雑誌『月刊少年エース』1997年2月号より連載が開始した。
- 連載第一話より脇役の登場人物が、殺人事件の犯人を紹介する実在の雑誌『マーダー・ケースブック』のルーシー・モノストーン特集号を読んでいるシーンで、そういう名前のロックミュージシャン・テロリストがいたことが読者にほのめかされる[3]。ストーリーはその後、謎めいた殺人事件が連発され、それらすべてがルーシー・モノストーンと何らかの関わりがあることがほのめかされる。
- 『多重人格探偵サイコ』の単行本が三巻まで刊行されたころから、読者から「ルーシー・モノストーンは本当にいるのですか？」「父に聞いたら、知っているといわれました」等の内容のファンレターが届くようになった[4]。ルーシー・モノストーンの「ロックミュージシャンにしてテロリストであり、最後はカルト宗教の教祖となってファン達と集団自殺した」という設定は、現実に起きた1969年の「チャールズ・マンソン事件」と1978年の「ガイアナ人民寺院事件」を下敷きにしたものである[4]。これらの事件は、『多重人格探偵サイコ』の読者の両親世代が「何となく聞いたことがあるが、詳しくは思い出せない」時代の事件であり、子供に「ルーシー・モノストーンっていうロックミュージシャンとか集団自殺の人って知ってる？」と聞かれたら「聞いたことがある」と答えてしまうという、大塚英志の計算であった[5]。
- 1998年、読者の間で実在の人物としてのルーシー・モノストーンへの関心が高まっているのを見計らって、大塚英志は小説『多重人格探偵サイコ2 阿呆船』（角川スニーカー文庫）の「あとがき」で「自分は筑波大学の学生時代に同期の友人の三木・モトユキ・エリクソンにルーシー・モノストーンの事を教えてもらった。ルーシー・モノストーンの唯一の公式アルバムは70年代初頭に1枚だけリリースされた。」と書いて、ルーシー・モノストーンが実在の人物であることを明言した[6]。

### 三木・モトユキ・エリクソンの登場
- 1999年、大塚英志は「大塚の友人のサブカルチャーに詳しい精神科医」という設定の三木・モトユキ・エリクソン名義で角川書店の雑誌『ザ・スニーカー』にルーシー・モノストーンの評伝を発表した[7]。
- さらにこの時、大塚は本物のルーシー・モノストーンの４枚の写真（①1956年にカリフォルニア州のターミナルアイランド連邦刑務所に服役した時の写真、②キューバの革命家チェ・ゲバラとルーシー・モノストーンが一緒に写っている写真、③ジョン・F・ケネディ第35代アメリカ合衆国大統領暗殺の実行犯のリー・ハーヴェイ・オズワルド逮捕時に、ルーシー・モノストーンが写っている写真、④リー・ハーヴェイ・オズワルドがジャック・ルビーによって暗殺された瞬間に、ルーシー・モノストーンが写っている写真）をフォトショップで製作して[8]、三木・モトユキ・エリクソン名義で『ザ・スニーカー』にて発表した。
- 2000年に、テレビドラマ『多重人格探偵サイコ/雨宮一彦の帰還』 (キー局:WOWOW、放送期間:2000年5月2日 ～5月7日、全六話、監督：三池崇史、原作・企画・脚本・プロデュース・キャスティング:大塚英志）の制作が決定すると、大塚英志は、「ルーシー・モノストーンのレコードジャケット」と、「評伝のペーパーバック」の写真を製作して、三木・モトユキ・エリクソン名義で『ザ・スニーカー』にて発表した[9]。
- 次に大塚英志はテレビドラマ制作の予算を使って作曲家の後藤次利を引き入れて「ルーシー・モノストーンの音源を復元した」という設定のサウンドトラックを製作した。後藤次利が「60年代末から70年代初頭っぽい雰囲気」のメロディーを作曲して、大塚英志がそれっぽい詞を作詞して、ルーシー・モノストーンの実際の曲『Strange New World』『I Can Hear The Sirens Singing Again』の2曲を製作した[10]。これらの曲は、テレビドラマ『多重人格探偵サイコ/雨宮一彦の帰還』オープニング・エンディング・挿入歌で使用されたのち、2001年に、角川書店の雑誌『サイコエース Vol.2』（月刊少年エース2001年9月増刊号）にて、ルーシー・モノストーンのサウンドトラック『MPD-PSYCHO CD／Strange New World』（ヴォーカル：ルーシー・モノストーン、企画：大塚英志、プロデューサー：後藤次利、訳詞・ライナーノート：三木・モトユキ・エリクソン）として、1500円（税・発送手数料込み）で通信販売された。
- 2002年に大塚英志は、三木・モトユキ・エリクソン名義でルーシー・モノストーンの評伝『ルーシー・モノストーンの真実』(角川書店)を書いて、現代思想風の装幀で刊行した[11]。これは、150ページに渡る異様に詳細な評伝であり、ルーシー・モノストーンのレコードのジャケット写真、評伝のペーパーバックの写真、ルーシー・モノストーンが写っている報道写真、ルーシー・モノストーンの曲の歌詞・訳詞、ルーシー・モノストーンの都市伝説集、ルーシー・モノストーン本人へのインタビュー、ルーシー・カルトの信者による布教用のバンド・デシネが同時収録されてたいこともあって、読者にルーシー・モノストーンが実在の人物であると思わせるのに十分な内容であった。

### 許月珍の登場
- 2000年に大塚英志は、テレビドラマ『多重人格探偵サイコ/雨宮一彦の帰還』のノベライズ小説『多重人格探偵サイコ FAKE』（角川スニーカー文庫）を許月珍(フォ・ユンツィア）名義で執筆した。許月珍は台湾人の留学生で「物語環境開発（大塚英志事務所）」のスタッフであるという設定であった[12]。
- 2001年に、大塚英志は許月珍の存在をリアルなものとするために、論壇誌『中央公論』2001年9月号にメディアと大衆操作を論じた評論「自民党がいいねと君が言ったから29日はシシロー記念日」を許月珍名義で発表した。なお、このタイトルは編集部によるもので[13]、後に『戦後民主主義のリハビリテーション』（角川文庫：2005年）に再録された時に、本来のタイトルである「メイキングつきの政治」に戻された。同評論は、小泉純一郎首相がメディア操作によっていかに作られたかを分析するという内容で、一国の首相が広告代理店によってキャラクター化しているのを、許月珍という仮構のキャラクターが批評するという趣向であった[14]。

### マーケティング戦略の終了
- 2005年に、大塚英志の著書『戦後民主主義のリハビリテーション』（角川文庫）のあとがきで、ルーシー・モノストーン、三木・モトユキ・エリクソン、許月珍が仮構の人物である事が明らかにされた。
- 2012年に、大塚英志の著書『物語消費論改』（アスキー新書）の第一章「物語消費論とルーシー・モノストーン――いかにして物語を現実に越境させうるか」にて、ルーシー・モノストーン神話の製作過程で具体的にどのようなマーケティング戦略をしたのかが明らかにされた。同書の中で2001年発売のルーシー・モノストーンのサウンドトラック『MPD-PSYCHO CD／Strange New World』の実際のスタッフが「作詞：大塚英志」「作曲：後藤次利」であることが明かされた。しかし、実際の「ヴォーカル」については「大塚英志の友人の歌の上手いアメリカ人」と書かれたのみで、具体的にどこの誰であったのかは最後の最後まで明らかにされなかった[11]。

## 実際に販売されたルーシー・モノストーンのCD作品
2001年に、角川書店の雑誌『サイコエース Vol.2』（月刊少年エース2001年9月増刊号）にて、ルーシー・モノストーンのサウンドトラック『MPD-PSYCHO CD／Strange New World』が1500円（税・発送手数料込み）で通信販売された。しかし、リリースが二度に渡って延期されたため実際に購入者にCDが届いたのは、2002年であった。また、大塚英志の回想によるとこのCDは通算1万枚ほど売れたので、テレビドラマ『多重人格探偵サイコ/雨宮一彦の帰還』の不足していた予算の一部をカバー出来たとの事である。
- 『MPD-PSYCHO CD／Strange New World』（レーベル：角川書店、リリース：2001年）
  - ヴォーカル：ルーシー・モノストーン、企画：大塚英志、プロデューサー：後藤次利、訳詞・ライナーノート：三木・モトユキ・エリクソン

収録曲
1. 『Strange New World （奇妙な新世界）』（作詞・作曲・ヴォーカル：ルーシー・モノストーン、訳詞：三木・モトユキ・エリクソン）
2. 『I Can Hear The Sirens Singing Again（ぼくをまた呼ぶ声）』（作詞・作曲・ヴォーカル：ルーシー・モノストーン、訳詞：三木・モトユキ・エリクソン）
3. 『Strange New World (LOLITA℃ Version)』（作詞・原曲：ルーシー・モノストーン、作曲：後藤次利、ヴォーカル：ロリータ℃、訳詞：三木・モトユキ・エリクソン）

## 実際に刊行されたルーシー・モノストーンの評伝
- 『ルーシー・モノストーンの真実』(三木・モトユキ・エリクソン著、角川書店：2002年)
- 『多重人格探偵サイコ ルーシー・モノストーンの真実』(三木・モトユキ・エリクソン著、角川コミック・エース：2004年、角川書店2002年刊行版よりタイトル切りかえ)

ルーシー・モノストーンのレコードジャケットの写真、評伝のペーパーバックの写真、ルーシー・モノストーンが写っている報道写真、ルーシー・モノストーンの曲の歌詞・訳詞、ルーシー・モノストーンの都市伝説集、ルーシー・モノストーン本人へのインタビュー、ルーシー・カルトの信者による布教用のバンド・デシネが同時収録されている。

## 歴史上の人物としてのルーシー・モノストーンの仮構の設定
以下、本節の記述は全て三木・モトユキ・エリクソン著『ルーシー・モノストーンの真実』の中で語られる仮構の設定である。
- ルーシー・モノストーン（英語: Lucy Monostone、1938年 - 1972年2月27日）はアメリカ合衆国で60年代末から70年代初頭にかけて活動したロックミュージシャン・テロリスト・カルト宗教の教祖である。ミュージシャンとしては、バディ・ホリー、ボブ・ディラン、ジョン・レノンの影響を受けた。
- ルーシー・モノストーンは一般的には男性とされているが、両性具有説、ゲイ説、二重人格説、実は男女2人いた説がある[17]。ルーシーの英文表記について後世では、男性説では「Lucy」、女性説では「Lucie」、性別をあえて意識しない場合は「Lu-C」と表記されている[17]。実際のルーシー・モノストーンが自分の名前をどのように表記していたかは、ルーシー本人によるサインが見つかっていない為不明である[17]。
- ルーシー・モノストーンは、漫画『多重人格探偵サイコ』（原作：大塚英志、作画：田島昭宇、1997年〜2016年連載、全24巻）に登場する同名のキャラクターのモデルとなった。実際のルーシー・モノストーンは『多重人格探偵サイコ』の漫画版で描かれたような大物ではなく、ロックミュージシャンとしては60年代当時の音楽シーンにおいてさして重要な位置ではなかった。また、テロリストとしても当時のアメリカ社会に対して大きな衝撃を与えることは無かった。また、実際のルーシー・モノストーンは『多重人格探偵サイコ』の漫画版で描かれたような美青年ではなく、どちらかと言えば冴えない青年であった[18]。
- 1938年にアメリカ合衆国インディアナ州で生まれたとされるが、出生・本名とも諸説がある[19]。
- 70年代初頭に、いくつかの大学や公共機関に手製の爆弾を仕掛けたが、大した被害は無かったとされる[20]。ルーシーによる爆弾は、必ず花壇に置かれたので「フラワーボム」と呼ばれた[20]。
- 晩年に極めて小規模なカルトの教祖になり[21]、1972年2月27日に自殺した[22]。
- ルーシー・モノストーンはその死後に、エルヴィス・プレスリー 、JFKと並ぶ、「実は生きていて、どこどこで目撃された」と噂されるアメリカの都市伝説の3大スターの一人になった[23]。死後のルーシー・モノストーンは都市伝説の主人公になったことで、後年のファン達が面白半分でエピソードを追加していったため「ジョン・レノン、ボブ・ディラン、ミック・ジャガーと同時代に活躍したアーティストで、全米ツアーをしながら各地で爆弾テロを起こして、最後はカルト宗教の教祖になって信者たちと集団自殺した伝説のロックスター」[24]と、その実態をはるかに上回る大物として語られる事になった。これにより、後世の研究者がルーシー・モノストーンの正確な実態を調べるのを困難にした。
- 生前の写真は、1956年にカリフォルニア州のターミナルアイランド連邦刑務所に服役した時の写真があり、これがルーシー・モノストーン本人であると公式に認められた唯一の写真である[19]。
- また、ルーシー・モノストーンとされている他の写真には、1960年にパナマで開かれたラテン・アメリカ青年会議で、キューバの革命家チェ・ゲバラの写真に写っている、ゲバラの周囲を取り囲む青年たちの一人がルーシー・モノストーンと言われている[25]。しかし、ルーシー・モノストーンが刑務所を出所したのは1960年12月であり、時期的に矛盾するため本人と確定はされていない[25]。後世の都市伝説では、この写真は1962年のキューバ危機の時のものであり、「ルーシー・モノストーンはチェ・ゲバラにJFKへのメッセンジャーを依頼されていた」と語られている[18]。
- ルーシー・モノストーンの唯一の評伝に『We know the sound of two hands clapping』（シーモア・グラス著、1972年刊行）がある。著者名の「シーモア・グラス」はこの本の匿名の作者がJ・D・サリンジャーのグラース家サーガの登場人物の名前から引用している[26]。また、評伝作家の「シーモア・グラス」の正体については、20年代に活躍したＬ・マニング・ヴァインズであり、『We know the sound of two hands clapping』は彼の遺作であるという説があるが、確定されてない[21]。

## 歴史上の人物としてのルーシー・モノストーンの仮構の経歴
以下、本節の記述は全て三木・モトユキ・エリクソン著『ルーシー・モノストーンの真実』の中で語られる仮構の設定である。

### 生い立ち
- 1938年にアメリカ合衆国インディアナ州で生まれたとされるが、出生・本名とも諸説がある[19]。母親は看護学生であった[27]。
- 1956年にカリフォルニア州のターミナルアイランド連邦刑務所に服役した[19]。罪状は幼児への性的ないたずらであった[28]。
- ルーシー・モノストーンは刑務所に服役中にラジオでシンガーソングライターのバディ・ホリーの曲を聴いてホリーのファンになる[29]。
- 1959年2月3日にバディ・ホリーが事故死したのがきっかけで、音楽を始める[29]。ルーシー・モノストーンのトレードマークであった「スーツにネクタイ、角縁メガネ」というファッションは、バディ・ホリーの影響である[30]。

### 1960年代
- 1960年12月に、ターミナルアイランド連邦刑務所を出所した[31]。出所したルーシー・モノストーンはフォーク・ソングのミュージシャンのボブ・ディランの影響を受けて、ディランの演奏スタイルをそっくりコピーした曲を、ライブで演奏していた[32]。
- 1963年11月22日にテキサス州ダラスでジョン・F・ケネディ第35代アメリカ合衆国大統領が暗殺された時に、暗殺の実行犯のリー・ハーヴェイ・オズワルドの逮捕時の写真と、オズワルドがジャック・ルビーによって暗殺された瞬間の写真それぞれに写っている「長髪に眼鏡の青年」がルーシー・モノストーンであると言われている[33]。この事から後年に、「ルーシー・モノストーンはJFK暗殺を事前に知っていてダラスに行ったが、逆にルーシーの親友のリー・ハーヴェイ・オズワルドが犯人に仕立て上げられた」「ルーシー・モノストーンはJFKの良き相談役であった」「ルーシー・モノストーンは一つ目の殺人事件をもみ消してもらう代わりに親友のリー・ハーヴェイ・オズワルドを売った」「ルーシー・モノストーンは実はCIAのスパイでJFKを裏切った」「ルーシー・モノストーンはJFK暗殺に関与していた」等の都市伝説が語られている[34]。しかし一方で、単に偶然同じ場所にいただけであるという説や、そもそも写真に写っているのはルーシーのそっくりさんの別人であるという説もある[34]。
- 1964年の、ビートルズのアメリカ上陸がきっかけで発生したブリティッシュ・インヴェイジョンには反発し、ジョン・レノンへの憎しみを込めた曲を作るようになった[35]。後年にルーシー・モノストーンの代表作とされた「STRANGE NEW WORLD」はこの時期の作品である[35]。
- 1965年から、ボブ・ディランはエレクトリック・ギターを使用して、フォーク・ソングからロックンロールへ路線転換した。ディランの変身はフォーク・ソングファンから強烈なバッシングを受けた。ルーシー・モノストーンもその一人であり、1965年7月のニューポート・フォーク・フェスティバルに出演したボブ・ディランに客席からブーイングを浴びせた[36]。
- 1966年5月17日のボブ・ディランのイギリスのマンチェスターでの演奏を記録し、1998年にリリースされた海賊盤ライブ・アルバム『ロイヤル・アルバート・ホール』において、聴衆の一人がボブ・ディランをに「裏切り者」と罵声を浴びせたのがきっかけて起きた、聴衆とボブ・ディランの罵り合いが記録されているが、一説によるとディランに罵声を浴びせた聴衆の二人目がルーシー・モノストーンとされている[37]。
- 1967年から1969年のルーシー・モノストーンは音楽シーンから完全に姿を消して、どこで何をしていたのか一切記録が残っていない[38]。一説によるとこの時期のルーシー・モノストーンは無名時代のデヴィッド・ボウイと接触していて、1972年からデヴィッド・ボウイがステージ上で演じたボウイの別人格という設定の架空のロックスター「ジギー・スターダスト」は、ルーシー・モノストーンが演奏中に人格が切り替わりながら歌っていたのが元ネタと言われている[39]。さらに、「デヴィッド・ボウイが当時のツアー中のインタビューでルーシー・モノストーンに言及していた」、「ステージ上でルーシー・モノストーンに呼びかけていた」等の都市伝説が語られているが、デヴィッド・ボウイ本人は後年のインタビューで「それは別人格のジギーがやったことで、自分には記憶が無い」と否定的なコメントをしている[39]。
- 1969年3月1日、ドアーズのボーカルのジム・モリソンがマイアミでのコンサートで自慰行為を見せたという容疑で逮捕されるという事件が発生する。ルーシー・モノストーンは同時期のマイアミに実際にいたことが確認されている。ルーシーは後年のインタビューで「自分がステージ裏でジム・モリソンに薬剤を飲ませて、自慰行為をそそのかした」とコメントしているが、単に偶然同じ場所にいただけであるという説もある[40]。1972年に発売されたルーシー・モノストーンの唯一のアルバムでは、排水溝の写真が使われているが、これは一説によると、1971年7月3日にジム・モリソンがパリのル・マレのアパートにあるバスタブの中で死体となって発見された時の、バスタブの排水溝の写真と言われている[40]。この写真は、さらに後年ティト・コパという人物の論文で、形状や寸法から少なくともアメリカ合衆国のバスタブではないと立証された[40]。
- 同年7月3日、ローリング・ストーンズのブライアン・ジョーンズがイギリスのサセックス州の自宅のプールで死亡しているのが発見される。ルーシー・モノストーンはブライアン・ジョーンズが死亡する直前に自宅で開いたパーティに参加していた。ルーシーは後年のインタビューで「ブライアン・ジョーンズの死に何らかの関与をした」とコメントしているが、単に偶然パーティにいただけであるという説もある[41]。また、1968年に製作・公開されたジャン＝リュック・ゴダール監督によるローリング・ストーンズの「悪魔を憐れむ歌」の制作過程を記録したドキュメンタリー映画『ワン・プラス・ワン』にルーシー・モノストーンが一瞬だけ写っているという説がある[42]。
- 同年7月5日に、ロンドンのハイドパークで開催されたハイドパーク・フリーコンサートは、急遽ブライアン・ジョーンズの追悼コンサートになった。ルーシー・モノストーンはこのコンサートにサポートアクトとして予定されていたが、当日になって急にキャンセルした[43]。音楽的に無名であったルーシー・モノストーンが招かれた理由は不明であるが、実際に出演予定であったことは複数の証言から確定している[43]。一説によると、ルーシー・モノストーンのローリング・ストーンズへのストーカー的な追っかけ行為に音を上げたストーンズ側が、サポートアクトを妥協的にオファーしたと言われている[44]。
- 同年8月15日から17日までの3日間にアメリカ合衆国ニューヨーク州で開催されたウッドストック・フェスティバルにルーシー・モノストーンは、40万人の聴衆の一人として参加した[45]。一説によると、このイベントを記録したドキュメンタリー映画『ウッドストック/愛と平和と音楽の三日間』に一瞬だけ写っている「アポロの乗組員の宇宙服のコスプレをした人物」の中身がルーシー・モノストーンであると言われている[46]。
- 同年9月13日、カナダのトロントのロックン・ロール・リバイバル・コンサートにてジョン・レノンとオノ・ヨーコを中心に結成されたバンドのプラスティック・オノ・バンドがデビューする。ルーシー・モノストーンも聴衆の一人としてトロントにいたことが、ホテルの宿泊記録で確認されている[47]。ジョン・レノンはトロント行きの飛行機にて、同乗した他のミュージシャンにビートルズの解散を初めて伝えて、皆を驚かせた。一説によると、この時にジョン・レノンがビートルズの解散を話したミュージシャンがルーシー・モノストーンと言われているが、可能性は極めて低い[48]。ただし、この時期のルーシー・モノストーンはジョン・レノンのストーカー的な追っかけであったため、両者に面識があったのは事実であるらしい[48]。
- 同年12月6日、アメリカ合衆国カリフォルニア州で開催されたローリング・ストーンズ主催のコンサートのオルタモント・フリーコンサートにて、演奏中に観客が殺害される事件が起こり、後年『オルタモントの悲劇』と称される事になる。コンサート開催の数日前にサンフランシスコのローリング・ストーン誌に匿名の封書が届いていた。内容は「コンサートの開催地のオルタモント・スピードウェイに花を植える」というもので、署名には「LU-C」と書かれていた。ローリング・ストーンの編集部はイタズラと受け止めて封書を無視した。しかし、同年のこれまでに、全米の大学にて爆弾事件が多発していた。爆弾は小規模であったため、ちょっとした放火のボヤ程度の被害しか出さなかったので、それぞれ単発の不審火として処理されていた。また、同時期にある無名のアーティスト（ルーシー・モノストーンであったかは確定していない）が「フラワーボム運動」を名乗る全米ツアーを行っていた。さらに、コンサート開催の五ヵ月前から、ローリング・ストーンズのミック・ジャガーの元に「LU-C」と名乗る人物から、ミックの殺害をほのめかす脅迫状ともファンメールともとれる手紙が全米各地の消印で届いていた。後年、これらの一連の出来事全ての黒幕がルーシー・モノストーンであると都市伝説的に語られることになるが、真相は不明である[49]。

### 1970年代
- 1970年代初頭にルーシー・モノストーンは、いくつかの大学や公共機関に手製の爆弾を仕掛けたが、大した被害は無かったとされる[20]。ルーシーによる爆弾は、必ず花壇に置かれたので「フラワーボム」と呼ばれた[20]。
- 1971年、ポルノ映画館に爆弾を仕掛けて12人を死傷させ、プリンストン大学の学生新聞の1971年5月号に犯行声明を兼ねたインタビューが掲載された[50]。インタビューは後に、同大学出身の小説家F・スコット・フィッツジェラルドの研究家として知られるベトナム系アメリカ人のチャン・バン・ジャウが行った[50]。ただし、このインタビューはチャンによる偽書説がある[50]。
- 1972年2月27日に自殺した[22]。
- ルーシー・モノストーンは晩年に極めて小規模なカルトの教祖となり[21]、その信者達と集団自殺したとされるが、ルーシー・モノストーンの評伝作者の三木・モトユキ・エリクソンは「ルーシーのカルトをこの国でたった一人でも作ることを本書は全く目的としていない」[51]と語るのみで、ルーシー・モノストーンが具体的にどんな死に方をしたのかは述べていない。
- ただし、ルーシー・カルトの布教用のフレンチコミック『Lu-C est morte』は、ルーシー・モノストーンの最後について、次のように語っている[52]。
- 「ある日ルーシー・モノストーンは殺鼠剤を飲んで死んだ。弟子達が自殺か事故死かを議論していると遺体が腐り始めたので、墓を掘って埋めた。3日後、弟子の一人が畑仕事をしていると、死んだはずのルーシーがいた。ルーシーは「やあ」と挨拶して、「水を飲みに行ってくる」と言ってどこかに歩いて行った。次の日、弟子たちが墓を掘り返すと、穴の中は空っぽで誰もいなかった…。」

### 死後
- ルーシー・モノストーンはその死後に、エルヴィス・プレスリー 、JFKと並ぶ、「実は生きていて、どこどこで目撃された」と噂されるアメリカの都市伝説の3大スターの一人になった[23]。
- 自死の直後の1972年に、ルーシー・カルトの残党によって、唯一の公式アルバム（LP版レコード）がリリースされた[53]。これは、ESPディスク・レコードを解雇された元従業員の一人が、オフィスからテープを盗んで無許可で発表した海賊版レコードであった[54]。アルバムにはバスタブの排水溝の写真が写っているだけで、タイトル・アーティスト名等は一切表記されていない[55]。ESPディスク・レコードは、1974年にチャールズ・マンソンのアルバム『Lie: The Love and Terror Cult』を発売したレーベルである。チャールズ・マンソンは、カルト宗教「マンソン・ファミリー」の教祖となり、1969年に信者と共に連続殺人事件を起こして逮捕された人物であり、後年ルーシー・モノストーンとチャールズ・マンソンの交流が都市伝説的に語られたが、実際には両者に面識は無かった[56]。
- 1974年11月24日に、エチオピア北東部ハダール村付近で人類最古の化石人骨が発見され「ルーシー(Lucy) 」と命名された。これは、人骨が発掘された時に偶然ビートルズの楽曲「ルーシー・イン・ザ・スカイ・ウィズ・ダイアモンズ」のテープが流れていたのが、人骨のネーミングの由来であると一般的に言われている。しかし一説によると、この時流れていたのはビートルズの曲ではなく、ルーシー・モノストーンの曲であり、人骨のネーミングの本当の由来は「ルーシー・モノストーン」であると言われている[57]。
- ルーシー・モノストーンの死後、1972年発売の唯一の公式アルバムは二度と復刻されず、海賊版のレコード・カセットテープが地下販売されるのみであった[15]。公式アルバムがCD化されなかったのは著作権継承者の意向であり、「ルーシー・モノストーンの魂はデジタルでは再生できない」というのが理由だと都市伝説的に語られた。しかし、本当の理由は著作権継承者が禁治産者になり交渉が不可能であった事である[15]。さらに後年に、ESPディスク・レコードに残っていた音源の原盤権が、ESPディスク・レコードへの譲渡契約が成立していたのが判明する[15]。この音源の原盤権は、その後、ESPディスク・レコードによって他のミュージシャンの音源と共にマイアミにあるラジオ局に叩き売られていた[15]。
- 1980年12月8日、ビートルズのメンバーであるジョン・レノンがアメリカ・ニューヨーク市の自宅の前で、マーク・チャップマンに銃撃され暗殺される事件が発生する。ルーシー・モノストーンは、犯人のチャップマンがJ・D・サリンジャーと並んで最もリスペクトしていたアーティストであった[35]。ただし、チャップマンがレノンの自宅に暗殺に行く前に購入したサリンジャーの『ライ麦畑でつかまえて』のペーパーバックの冒頭の、「母に捧げる」という献辞が、鉛筆で「ルーシー・モノストーンに捧げる」と書き換えられていたというのは、後世の都市伝説であり、そのような事実は無い[58]。
- 1996年、クリス・カーター監督・脚本・製作総指揮のサイコ・サスペンステレビドラマ『ミレニアム』(Millennium)にて「ルーシー・バトラー（Lucy Butler）」という男にも女にも変化できる謎の看護師という設定のキャラクターが登場した。これはルーシー・モノストーの母親が看護学生であった事と、ルーシー・モノストーンが両性具有であったという都市伝説を元ネタにしたキャラクター設定であった[59]。
- 1990年代末に、大塚英志が角川書店に上記のESPディスク・レコードに残っていた音源をマイアミのラジオ局から購入させ[15]、2000年のテレビドラマ『多重人格探偵サイコ/雨宮一彦の帰還』 (キー局:WOWOW、放送期間:2000年5月2日 ～5月7日、全六話、監督：三池崇史、原作・企画・脚本・プロデュース・キャスティング:大塚英志）のオープニング・エンディング・挿入歌で使用した。
- また、2001年に、その音源を元にしたルーシー・モノストーンのサウンドトラック『MPD-PSYCHO CD／Strange New World』が角川書店の雑誌『サイコエース Vol.2』（月刊少年エース2001年9月増刊号）で通信販売された。この時にリリースが二度に渡って延期されたため、一部ではルーシー・カルトによる妨害が噂されたが、三木・モトユキ・エリクソンは「単に角川書店がジャケット制作で印刷上のミスを繰り返しただけである」と述べている[15]。
- 2001年9月11日、国際テロ組織アルカイダによって、アメリカ同時多発テロ事件が発生する。この時、アルカイダの黒幕のオサマ・ビン・ラディンの写真に一緒に写っていた、「長髪に眼鏡の青年」がルーシー・モノストーンであるという都市伝説がアメリカのネット上で語られた[60]。

## 歴史上の人物としてのルーシー・モノストーンの仮構の作品
以下、本節の記述は全て三木・モトユキ・エリクソン著『ルーシー・モノストーンの真実』の中で語られる仮構の設定である。

### アルバム
- 『ルーシー・モノストーンの唯一の公式アルバム（タイトル無し）』

ルーシー・モノストーンの自死の直後の1972年に、ルーシー・カルトの残党によって唯一の公式アルバム（LP版レコード）がリリースされた。これは、ESPディスク・レコードを解雇された元従業員の一人がオフィスから盗んだテープの音源を、無許可で発表した海賊版レコードであった。この公式アルバムの音源はルーシー・モノストーンのライブを録音したものであり、録音時期は不明である。アルバムにはバスタブの排水溝の写真が写っているだけで、タイトル・アーティスト名等は一切表記されていない。この写真は一説によると、1971年7月3日にジム・モリソンがパリのル・マレのアパートにあるバスタブの中で死体となって発見された時の、バスタブの排水溝の写真と言われている。公式アルバムはその後二度と復刻されず、海賊版のレコード・カセットテープが地下販売されるのみであった。また、公式アルバムが海賊版でレコードやカセットテープにされる時には、『Strange blue』、『LUCY LUCIE LU-C』、『Like a kidnapper that here and gone』、等のタイトルが海賊版業者によって勝手に付けられていた。
また、2001年に角川書店からリリースされたルーシー・モノストーンのサウンドトラック『MPD-PSYCHO CD／Strange New World』は1972年発売の公式アルバムの復刻ではなく、ESPディスク・レコードに残っていた音源がマイアミにあるラジオ局に転売されたものを角川書店が購入したものである。こちらの音源はESPディスク・レコードにてルーシー・モノストーンがスタジオで録音した音源であり、録音時期は不明である。

### 曲
- 『二十歳の頃』[29]
  - 1959年、ルーシー・モノストーンが20歳の時の作品。バディ・ホリーの影響を強く受けた作品とされる。
- 『Strange New World（奇妙な新世界）』[63]。
  - 1964年頃の作品。ルーシー・モノストーンの代表作とされる。ビートルズのジョン・レノンへの憎しみを込めて作った曲であり[35]、後年に「ジョン・レノンへの反感がルーシーの音楽をかろうじて聴くに耐える水準に押し上げた皮肉な名作」と評された[35]。
- 『I Can Hear The Sirens Singing Again（ぼくをまた呼ぶ声）』[64]。
  - 詳細不明

## 脚註
1. ↑  大塚英志『物語消費論改』（アスキー新書：2012年）72ページ
2. ↑  大塚英志『物語消費論改』（アスキー新書：2012年）77～78ページ
3. ↑  大塚英志『物語消費論改』（アスキー新書：2012年）73ページ
4. 1 2  大塚英志『物語消費論改』（アスキー新書：2012年）75～76ページ
5. ↑  大塚英志『物語消費論改』（アスキー新書：2012年）74～76ページ
6. ↑  大塚英志『物語消費論改』（アスキー新書：2012年）76～77ページ
7. ↑  大塚英志『物語消費論改』（アスキー新書：2012年）78ページ
8. ↑  大塚英志『物語消費論改』（アスキー新書：2012年）79ページ
9. ↑  大塚英志『物語消費論改』（アスキー新書：2012年）80～81ページ
10. ↑  大塚英志『物語消費論改』（アスキー新書：2012年）81～82ページ
11. 1 2  大塚英志『物語消費論改』（アスキー新書：2012年）82ページ
12. ↑  大塚英志『物語消費論改』（アスキー新書：2012年）83ページ
13. ↑  大塚英志『多重人格探偵サイコ・フェイク』（角川書店：2002年）372ページ
14. ↑  大塚英志『戦後民主主義のリハビリテーション――論壇でぼくは何を語ったか』（角川文庫：2005年）633ページ
15. 1 2 3 4 5 6 7 8 9  三木・モトユキ・エリクソン『多重人格探偵サイコ ルーシー・モノストーンの真実』(角川コミック・エース：2004年) 70～71ページ
16. ↑  大塚英志『物語消費論改』（アスキー新書：2012年）82ページ
17. 1 2 3  三木・モトユキ・エリクソン『多重人格探偵サイコ ルーシー・モノストーンの真実』(角川コミック・エース：2004年) 134ページ
18. 1 2  三木・モトユキ・エリクソン『多重人格探偵サイコ ルーシー・モノストーンの真実』(角川コミック・エース：2004年) 88ページ
19. 1 2 3 4  三木・モトユキ・エリクソン『多重人格探偵サイコ ルーシー・モノストーンの真実』(角川コミック・エース：2004年) 87ページ
20. 1 2 3 4  三木・モトユキ・エリクソン『多重人格探偵サイコ ルーシー・モノストーンの真実』(角川コミック・エース：2004年) 12ページ
21. 1 2 3  三木・モトユキ・エリクソン『多重人格探偵サイコ ルーシー・モノストーンの真実』(角川コミック・エース：2004年) 14ページ
22. 1 2  三木・モトユキ・エリクソン『多重人格探偵サイコ ルーシー・モノストーンの真実』(角川コミック・エース：2004年) 147ページ
23. 1 2  三木・モトユキ・エリクソン『多重人格探偵サイコ ルーシー・モノストーンの真実』(角川コミック・エース：2004年) 15、86～87ページ
24. ↑  大塚英志『多重人格探偵サイコ 小林洋介の最後の事件』（角川文庫：2003年）63～64ページ
25. 1 2  三木・モトユキ・エリクソン『多重人格探偵サイコ ルーシー・モノストーンの真実』(角川コミック・エース：2004年) 87～88ページ
26. ↑  三木・モトユキ・エリクソン『多重人格探偵サイコ ルーシー・モノストーンの真実』(角川コミック・エース：2004年) 4・13ページ
27. ↑  三木・モトユキ・エリクソン『多重人格探偵サイコ ルーシー・モノストーンの真実』(角川コミック・エース：2004年) 18ページ
28. ↑  三木・モトユキ・エリクソン『多重人格探偵サイコ ルーシー・モノストーンの真実』(角川コミック・エース：2004年) 26ページ
29. 1 2 3  三木・モトユキ・エリクソン『多重人格探偵サイコ ルーシー・モノストーンの真実』(角川コミック・エース：2004年) 27ページ
30. ↑  三木・モトユキ・エリクソン『多重人格探偵サイコ ルーシー・モノストーンの真実』(角川コミック・エース：2004年) 28ページ
31. ↑  三木・モトユキ・エリクソン『多重人格探偵サイコ ルーシー・モノストーンの真実』(角川コミック・エース：2004年) 30ページ
32. ↑  三木・モトユキ・エリクソン『多重人格探偵サイコ ルーシー・モノストーンの真実』(角川コミック・エース：2004年) 31ページ
33. ↑  三木・モトユキ・エリクソン『多重人格探偵サイコ ルーシー・モノストーンの真実』(角川コミック・エース：2004年) 89～91ページ
34. 1 2  三木・モトユキ・エリクソン『多重人格探偵サイコ ルーシー・モノストーンの真実』(角川コミック・エース：2004年) 90～91ページ
35. 1 2 3 4 5  三木・モトユキ・エリクソン『多重人格探偵サイコ ルーシー・モノストーンの真実』(角川コミック・エース：2004年) 32ページ
36. ↑  三木・モトユキ・エリクソン『多重人格探偵サイコ ルーシー・モノストーンの真実』(角川コミック・エース：2004年) 32～33ページ
37. ↑  三木・モトユキ・エリクソン『多重人格探偵サイコ ルーシー・モノストーンの真実』(角川コミック・エース：2004年) 33～34ページ
38. ↑  三木・モトユキ・エリクソン『多重人格探偵サイコ ルーシー・モノストーンの真実』(角川コミック・エース：2004年) 35～36ページ
39. 1 2  三木・モトユキ・エリクソン『多重人格探偵サイコ ルーシー・モノストーンの真実』(角川コミック・エース：2004年) 68～69ページ
40. 1 2 3 4  三木・モトユキ・エリクソン『多重人格探偵サイコ ルーシー・モノストーンの真実』(角川コミック・エース：2004年) 42～43ページ
41. ↑  三木・モトユキ・エリクソン『多重人格探偵サイコ ルーシー・モノストーンの真実』(角川コミック・エース：2004年) 44～46ページ
42. ↑  三木・モトユキ・エリクソン『多重人格探偵サイコ ルーシー・モノストーンの真実』(角川コミック・エース：2004年) 45～46ページ
43. 1 2  三木・モトユキ・エリクソン『多重人格探偵サイコ ルーシー・モノストーンの真実』(角川コミック・エース：2004年) 47～48ページ
44. ↑  三木・モトユキ・エリクソン『多重人格探偵サイコ ルーシー・モノストーンの真実』(角川コミック・エース：2004年) 48ページ
45. ↑  三木・モトユキ・エリクソン『多重人格探偵サイコ ルーシー・モノストーンの真実』(角川コミック・エース：2004年) 51～54ページ
46. ↑  三木・モトユキ・エリクソン『多重人格探偵サイコ ルーシー・モノストーンの真実』(角川コミック・エース：2004年) 53～54ページ
47. ↑  三木・モトユキ・エリクソン『多重人格探偵サイコ ルーシー・モノストーンの真実』(角川コミック・エース：2004年) 55ページ
48. 1 2  三木・モトユキ・エリクソン『多重人格探偵サイコ ルーシー・モノストーンの真実』(角川コミック・エース：2004年) 54～55ページ
49. ↑  三木・モトユキ・エリクソン『多重人格探偵サイコ ルーシー・モノストーンの真実』(角川コミック・エース：2004年) 57～63ページ
50. 1 2 3  三木・モトユキ・エリクソン『多重人格探偵サイコ ルーシー・モノストーンの真実』(角川コミック・エース：2004年) 113ページ
51. ↑  三木・モトユキ・エリクソン『多重人格探偵サイコ ルーシー・モノストーンの真実』(角川コミック・エース：2004年) 20ページ
52. ↑  三木・モトユキ・エリクソン『多重人格探偵サイコ ルーシー・モノストーンの真実』(角川コミック・エース：2004年) 138～149ページ
53. 1 2  三木・モトユキ・エリクソン『多重人格探偵サイコ ルーシー・モノストーンの真実』(角川コミック・エース：2004年) 66ページ
54. 1 2  三木・モトユキ・エリクソン『多重人格探偵サイコ ルーシー・モノストーンの真実』(角川コミック・エース：2004年) 50～51ページ
55. 1 2  三木・モトユキ・エリクソン『多重人格探偵サイコ ルーシー・モノストーンの真実』(角川コミック・エース：2004年) 7ページ
56. ↑  三木・モトユキ・エリクソン『多重人格探偵サイコ ルーシー・モノストーンの真実』(角川コミック・エース：2004年) 49～51ページ
57. ↑  三木・モトユキ・エリクソン『多重人格探偵サイコ ルーシー・モノストーンの真実』(角川コミック・エース：2004年) 17ページ
58. ↑  大塚英志『多重人格探偵サイコ 雨宮一彦の帰還』（角川文庫：2003年） 266ページ
59. ↑  三木・モトユキ・エリクソン『多重人格探偵サイコ ルーシー・モノストーンの真実』(角川コミック・エース：2004年) 17～18ページ
60. ↑  三木・モトユキ・エリクソン『多重人格探偵サイコ ルーシー・モノストーンの真実』(角川コミック・エース：2004年) 16ページ
61. 1 2  三木・モトユキ・エリクソン『多重人格探偵サイコ ルーシー・モノストーンの真実』(角川コミック・エース：2004年) 70ページ
62. ↑  三木・モトユキ・エリクソン『多重人格探偵サイコ ルーシー・モノストーンの真実』(角川コミック・エース：2004年) 6～7ページ
63. ↑  三木・モトユキ・エリクソン『多重人格探偵サイコ ルーシー・モノストーンの真実』(角川コミック・エース：2004年) 73ページ
64. ↑  三木・モトユキ・エリクソン『多重人格探偵サイコ ルーシー・モノストーンの真実』(角川コミック・エース：2004年) 76ページ